# Orchomene groenlandica
Orchomene groenlandica är en kräftdjursart. Orchomene groenlandica ingår i släktet Orchomene och familjen Lysianassidae. Inga underarter finns listade i Catalogue of Life.